# Feio Terenas

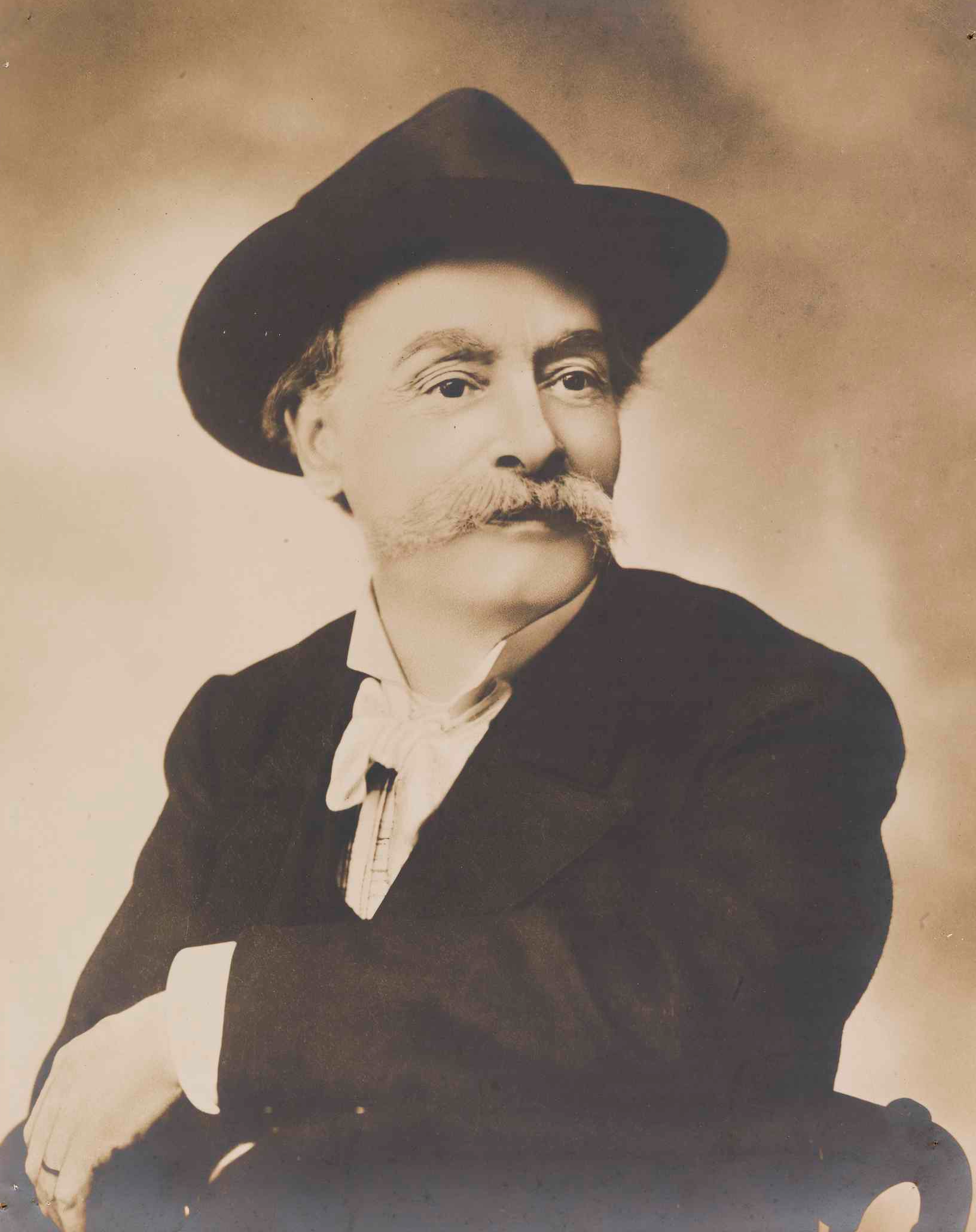
Retrato fotográfico de Feio Terenas.

José Maria de Moura Barata Feio Terenas (Covilhã, 5 de novembro de 1850 — Lisboa, 29 de janeiro de 1920) foi um jornalista e político português.

## Biografia
Nascido na Covilhã, filho de José Maria de Moura Barata Feio e de sua mulher Maria Rosa Adelaide Terenas, o jovem Feio Terenas, após ter fundado na sua terra natal o jornal de feição socializante "Eco Operário" (1869), fixou residência em Coimbra. Aí conviveu com algumas das figuras precursoras do pensamento positivista e republicano em Portugal como Manuel Emídio Garcia, José Falcão e Abílio Roque de Sá Barreto. Durante este período colaborou com variados órgãos da imprensa local.
Republicano assumido, participou nas reuniões preparatórias da fundação do Partido Republicano Português, em 1873, ao lado de Latino Coelho, Elias Garcia, Oliveira Marreca e Bernardino Pinheiro. Em 1876 esteve na criação do primeiro diretório do Partido Republicano, tornando-se figura preponderante do Centro Republicano de Coimbra.
Feio Terenas mudou-se para Lisboa em 1880, por altura das comemorações do tricentenário de Camões, tendo sido um dos participantes na primeira Associação de Jornalistas e Escritores. Em 1881, foi nomeado bibliotecário-geral das Bibliotecas Municipais de Lisboa, integrando, também, a direção do Centro Federal de Lisboa. Colaborou na revista  Galeria republicana (1882-1883) e em 1887 foi um dos responsáveis pela organização do Congresso Republicano, realizado em Lisboa, quando foi eleito membro do diretório.
Com os acontecimentos provocados pela revolta de 31 de janeiro de 1891, passou a desempenhar funções na Junta Departamental do Sul, a que presidiu. Exerceu ainda funções como vogal na Junta Geral do Distrito de Lisboa e foi eleito deputado em 1908, pelo círculo de Setúbal, sendo reeleito em 1910. Após a implantação da República Portuguesa foi deputado à Assembleia Nacional Constituinte, integrando o Senado entre 1911 e 1915.
Iniciado na Maçonaria em Coimbra, com o nome simbólico de Vítor Hugo, integrou os quadros das lojas "Federação" e "Perseverança". Mais tarde, integrou as lojas "Simpatia" e "Elias Garcia", de Lisboa, onde foi eleito venerável. Em 1901 atingiu o grau 33 do Rito Escocês e a partir de 1903 integrou o Supremo Conselho. Foi um dos principais organizadores dos congressos maçónicos de 1900, 1903, 1905 e 1906. Em 1914, foi um dos elementos que acompanhou a cisão no Grande Oriente Lusitano.
Tido como um republicano moderado, Feio Terenas não se envolveu em grandes polémicas e o seu trabalho foi fundamentalmente de doutrinação através da escrita. Enquanto deputado, procurou centrar-se em temáticas como a lei do registo civil obrigatório ou a tentativa de autorizar as câmaras municipais a instituir bibliotecas populares por todo o País. Deu, também, bastante importância ao problema do ensino em Portugal, em especial das primeiras letras e da educação cívica, tendo sido redator da revista de educação Froebel  (1882-1885).
Faleceu em Lisboa em 1920, tendo tido um funeral civil, ao qual compareceram personalidades de destaque da vida da República: António José de Almeida (presidente da República à época); Domingos Pereira (presidente do Ministério); Bernardino Machado (antigo presidente da República), entre muitas outras pessoas.
Em 1926, a Câmara Municipal de Lisboa homenageou o jornalista e propagandista do ideal republicano dando o seu nome a uma rua na zona do Bairro Lamosa, em Lisboa.